# دوغلاس وود (مهندس)
دوغلاس وود (بالإنجليزية: Douglas Wood)‏ هو مهندس أسترالي، ولد في 30 يونيو 1941 في أستراليا.